# Eclissi solare del 24 dicembre 1916
L'Eclissi solare del 24 dicembre 1916 è stato un evento astronomico che ha avuto luogo il suddetto giorno attorno alle ore 20.46 UTC. Tale evento ha avuto luogo in una piccola area dell'Antartide in prossimità dell'Africa. L'eclissi del 24 dicembre 1916 è stata la terza eclissi solare nel 1916 e la 37ª nel XX secolo. La precedente eclissi solare si è verificata il 30 luglio 1916, la seguente il 23 gennaio 1917.
Il giorno della luna nuova (novilunio), la differenza tra le distanze apparenti di luna e sole osservate sulla terra è estremamente piccola. In tale momento, se la luna si trova in prossimità del nodo lunare, cioè uno dei due punti in cui la sua orbita interseca l'eclittica, si verifica un'eclissi solare. Quando vi è assenza di ombra e la penombra raggiunge parte dell'estremità settentrionale o meridionale della terra, si verifica un'eclissi solare parziale, che si verifica quindi presso le regioni polari della Terra.

## Percorso e visibilità
Questa eclissi solare parziale poteva essere vista in una piccola area costiera vicino all'Africa, in Antartide.

## Eclissi correlate

### Eclissi solari 1916 - 1920
Questa eclissi è un membro di una serie semestrale. Un'eclissi in una serie semestrale di eclissi solari si ripete approssimativamente ogni 177 giorni e 4 ore (un semestre) in nodi alternati dell'orbita della Luna.